# Jürgen Möllemann
Jürgen Wilhelm Möllemann (15 de julio de 1945 - 5 de junio de 2003) fue un político alemán del Partido Democrático Libre (FDP). Se desempeñó como Ministro Federal de Educación e Investigación (1987-1991), Ministro Federal de Economía (1991-1993) y Vicecanciller de Alemania (1992-1993) en el gobierno del Canciller Helmut Kohl.

## Biografía
Nacido en Augsburgo, tomó su Abitur en 1965, sirvió en el servicio militar como paracaidista en la Bundeswehr, y posteriormente estudió para convertirse en profesor de alemán, deportes e historia en la Pädagogische Hochschule en Münster desde 1966 hasta 1969.

### Matrimonio e hijos
Estaba casado con Carola Möllemann-Appelhoff, con quien tuvo dos hijas.

## Vida pública
Möllemann fue inicialmente miembro de la Unión Demócrata Cristiana (CDU) de 1962 a 1969, pero más tarde se convirtió en miembro del Partido Democrático Libre (FDP) en 1970. Fue miembro del Bundestag de 1972 a 2000 y nuevamente de 2002 a 2003. Möllemann fue presidente del FDP en el estado de  Renania del Norte-Westfalia desde 1983 hasta 1994 y nuevamente desde 1996 hasta 2002, y también fue presidente del grupo parlamentario del FDP en el Parlamento Regional de Renania del Norte-Westfalia desde junio de 2000 hasta octubre de 2002.
En la campaña para las elecciones federales de 2002, Möllemann produjo un folleto criticando las acciones de Ariel Sharón contra los palestinos y el respaldo del presentador de televisión judío Michel Friedman a esas acciones; algunos consideraron que el volante era "antisemita" y el debate en torno a estos eventos llevó a Möllemann a abandonar el FDP en marzo de 2003 y renunciar a su puesto como líder del partido en Renania del Norte-Westfalia; sin embargo, mantuvo su escaño en el Bundestag sin afiliación partidista, a pesar de sus promesas de renunciar a él.
Möllemann fue presidente de la Deutsch-Arabische Gesellschaft (Sociedad germano-árabe) de 1981 a 1991 y de 1993 a 2003, hasta su muerte.
Möllemann, un paracaidista apasionado y experimentado, murió el 5 de junio de 2003 en un incidente de paracaidismo en Marl. Su muerte fue investigada por la oficina del fiscal del distrito de Essen, que publicó un informe final el 9 de julio de 2003. Si bien se descartó la interferencia externa, no se llegó a un veredicto definitivo sobre si Möllemann se suicidó o tuvo un accidente.
Poco antes de su muerte, Möllemann había sido confrontado con denuncias sobre su vinculación al tráfico de armas y el haber eludido impuestos producto de estas actividades. Para permitir una investigación completa sobre estos cargos, el Bundestag levantó su inmunidad parlamentaria el 5 de junio de 2003 a las 12:28, 22 minutos antes de su muerte. Los cargos por evasión de impuestos se eliminaron después de su muerte, mientras que las otras investigaciones siguieron en curso.